# Remember That You Will Die
| Recensione | Giudizio |
| ---------- | -------- |
| SpazioRock | [ 1 ]    |

Remember That You Will Die è il quarto album in studio del gruppo rock statunitense Polyphia, pubblicato il 22 ottobre 2022 dalla Rise Records.

## Tracce
1. Genesis (feat. Brasstracks) – 3:15 (musica: Brady Watt, Clay Aeschliman, Clay Gober, Ivan Jackson Rosenberg, Luke Holland, Paul Judge, Rafael Rodriguez, Rodney Jerkins, Scott LePage, Tim Henson, Tyler Acord)
2. Playing God – 3:26 (musica: Ari Starace, Clay Aeschliman, Clay Gober, Everett Romano, Jakob Sweet, Nick Sampson, Paul Judge, Scott LePage, Stephen Feigenbaum, Tim Henson, Wesley Hauch)
3. The Audacity (feat. Anomalie) – 2:24 (musica: Clay Aeschliman, Clay Gober, Nicolas Dupuis, Scott LePage, Tim Henson)
4. Reverie – 4:03 (musica: Ari Starace, Clay Aeschliman, Clay Gober, Nick Sampson, Paul Judge, Rafael Rodriguez, Scott LePage, Tim Henson)
5. ABC (feat. Sophia Black) – 2:32 (musica: Clay Gober, Ari Starace, Scott LePage, Tim Henson, Sophia Black, Clay Aeschliman, Suyuki)
6. Memento Mori (feat. Killstation) – 2:44 (musica: Luke Holland, Stephen Feigenbaum, Clay Gober, Nolan John Santana, Clay Aeschliman, Tim Henson, Scott LePage, Paul Judge)
7. Fuck Around And Find Out (feat. Snot) – 2:31 (musica: Stephen Feigenbaum, Paul Judge, Edy Edouard, Michael Montoya, Tim Henson, Luke Holland, Scott LePage, Clay Aeschliman, Clay Gober, Rio Levya, Nathan Lamarche)
8. All Falls Apart – 1:20 (musica: Scott LePage, Tim Henson, Ivan Jackson Rosenberg)
9. Neurotica – 3:15 (musica: Christopher Sims Cashion, Luke Holland, Brady Watt, Tim Henson, Scott LePage, Clay Aeschliman, Clay Gober)
10. Chimera (feat. Lil West) – 3:57 (musica: Ari Starace, Stephen Feigenbaum, Clay Gober, Semaj SeGrant, Scott LePage, Luke Holland, Paul Judge, Clay Aeschliman, Tim Henson)
11. Bloodbath (feat. Chino Moreno) – 3:51 (musica: Clay Gober, Paul Judge, Scott LePage, Aaron Jennings, Tim Henson, Camilo Wong Moreno, Clay Aeschliman)
12. Ego Death (feat. Steve Vai) – 5:50 (musica: Clay Aeschliman, Scott LePage, Clay Gober, Ivan Jackson Rosenberg, Tim Henson)

Durata totale: 39:08

## Formazione

### Gruppo
- Tim Henson - chitarra
- Scott LePage – chitarra
- Clay Gober – basso
- Clay Aeschliman – batteria

### Altri musicisti
- Brasstracks – tromba (tracce 1, 8 e 12)
- Anomalie – tastiere e sintetizzatori (traccia 3)
- Sophia Black – voce (traccia 5)
- Killstation – voce (traccia 6)
- Snot – voce (traccia 7)
- Lil West – voce (traccia 10)
- Chino Moreno – voce (traccia 11)
- Steve Vai – chitarra (traccia 12)
- Rafa Rodriguez – chitarra (traccia 4), sassofono (traccia 1)
- Brady Watt – basso (traccia 1)
- Luke Holland – batteria (tracce 1 e 6)

### Produzione
- Tim Henson – produzione
- Scott LePage – produzione (eccetto traccia 8)
- Judge – produzione (tracce 1, 2, 4, 6, 7, 10 e 11)
- Johan Lenox – produzione (tracce 2, 6, 7 e 10)
- Ari "Y2K" Starace – produzione (tracce 2, 4, 5 e 10)
- Lophiile – produzione (traccia 1)
- Wes Hauch – produzione (traccia 2)
- No Trust – produzione (traccia 2)
- Anomalie – produzione (traccia 3)
- Brasstracks – produzione (traccia 8)
- Sims Cashion – produzione (traccia 9)
- Rio Levya – produzione (traccia 7)
- Ivan Jackson – produzione (traccia 12)
- Luke Holland – produzione aggiuntiva (traccia 9)
- Brady Watt – produzione aggiuntiva (traccia 9)
- Zakk Cervini – missaggio
- Nik Trekov – assistenza al missaggio
- Chris Athens – mastering

## Classifiche
| Classifica (2022)                  | Posizione massima |
| ---------------------------------- | ----------------- |
| Australia                          | 72                |
| Canada (Billboard Canadian Albums) | 73                |
| Stati Uniti (Billboard 200)        | 33                |
| Stati Uniti (Top Hard Rock Albums) | 1                 |